# Даворјанка Пауновић Зденка
Даворјанка Пауновић Зденка (Кучево, 19. јануар 1921 — Голник, код Крања, 1. мај 1946) била је студенткиња, учесница Народноослободилачке борбе и невенчана супруга Јосипа Броза Тита.
Као гимназијалка се 1936. укључила у омладински револуционарни покрет и постала члан Савеза комунистичке омладине Југославије (СКОЈ), 1938. Комунистичке партије Југославије (КПЈ), а 1939. члан Среског партијског повереништва у Пожаревцу. Јуна 1940. постала је члан Среског комитета СКОЈ-а за Пожаревац, а исте године и члан Партијског бироа на Филозофском факултету у Београду, где је студирала француски језик.
Непосредно пред почетак Другог светског рата, 1941. постала је специјални курир Политбироа Централног комитета КП Југославије. Након окупације, пратила је Јосипа Броза Тита приликом његовог преласка из Загреба у Београд, у мају, а потом и приликом његовог одласка на ослобођену територију, у септембру 1941. године. Све време рата провела је са Јосипом Брозом Титом, као његов лични секретар.
У току рата, разболела се од туберкулозе, па је у лето 1944. отишла у Совјетски Савез на лечење. По повратку у земљу живела је заједно са Титом у резиденцији у Румунској 15 и Белом двору, где је радила као његов лични секретар. Почетком 1946. поново се разболела, након чега се извесно време лечила у санаторијуму на Голнику, код Крања, у Словенији, где је и умрла. Сахрањена је по личној жељи у Дворском комплексу на Дедињу, у близини Белог двора.
Даворјанка Пауновић се сматра једном од највећих љубави Јосипа Броза Тита, са којим је пуних пет година живела у ванбрачној заједници.

## Биографија
Рођена је 19. јануара 1921. у Кучеву. Половином 1922. њена породица се преселила у Пожаревац.
Њен отац Милан (1876—1955) био је учитељ и угледна личност, као учесник Првог светског рата и носилац многих одликовања, међу којима и Ордена Карађорђеве звезде. Мајка Бисенија Биса (рођена Милетић; 1893—1983), била је домаћица. Поред Даворјанке имали су још једну старију ћерку Бранку, рођену 1912, која је након велике матуре 1932. умрла од маларије. Даворјанку су у породици од милоште звали „Дара” и „Дарица”.
Након пресељења у Пожаревац, Даворјанка и њена старија сестра Бранка, су овде похађале основну школу и гимназију. Даворјанка је у школу кренула 1927, са шест година. Одмалена се интересовала за књигу и све време школовања била је одлична ученица. Након основне школе, похађала је Пожаревачку гимназију. Као гимназијалка, заједно са својом сестром од ујака Вером Милетић, која јој је била најбоља другарица, укључила се 1936. у револуционарни омладински покрет. Исте године примљена је у чланство тада илегалног Савеза комунистичке омладине Југославије (СКОЈ). Пошто је потицала из угледне породице, када је била у вишим разредима гимназије, директор гимназије посетио је њене родитеље и рекао им да ће је морати избацити из гимназије, због њеног учешћа у комунистичком покрету.
Припадала је најактивнијој групи револуционарне омладине у Пожаревцу. Заједно са њом деловале су и њене сестре од ујака — Вера, Олга и Бранка Милетић, па су их у Пожаревцу прозвали „црвене девојке”. Године 1938. примљена је у чланство Комунистичке партије Југославије (КПЈ). Наредне, 1939. постала је члан Среског повереништва КПЈ у Пожаревцу, задужена за рад међу женама. Исте године завршила је велику матуру и уписала факултет у Београду. Њена жеља била је да студира агрономију, али је под утицајем оца уписала Филозофски факултет, где је студирала француски језик и књижевност.
Заједно са сестром, Вером Милетић, одмах по доласку на студије у Београд, укључила се у револуционарни студентски покрет на Београдском универзитету. Даворјанка је била члан Удружења студената Пожаревљана, члан Међуфакултетског женског актива Савеза комунистичке омладине Југославије (СКОЈ) и члан Управног одбора Дома студенткиња, док је Вера, од стране Месног комитета КПЈ за Београд, ангажована у Комисију за рад са средњошколском омладином. У првим годинама студија, Даворјанка је често одлазила у Пожаревац, где је такође била политички активна. Јуна 1940. постала је члан новоформираног Окружног комитета СКОЈ-а за Пожаревац. У јесен исте године постала је секретар партијског бироа на Филозофском факултету и секретар Удружења студената Филозофског факултета.
Била је веома образована, поред француског, говорила је немачки и чешки језик. Облачила се модерно и женствено, пошто је била из богате породице. Све ово ју је препоручило да постане партијска курирка. Због илегалног начина рада Комунистичке партије Југославије, посао партијских курира, који су често преносили важна партијска документа и информације, био је веома сложен и опасан. Како би избегли да курири, заједно са документима, падну у руке полиције, руководство КПЈ је за курире почело да ангажује младе девојке, у које полицији није било лако да посумња да су илегални партијски курири. Фебруара 1941. у Загребу је похађала илегални радио-телеграфски курс. Том приликом упознала је генералног секретара КПЈ Јосипа Броза Тита, који је пратио курс и упознао све учеснике, међу којима је била и Даворјанка.
Након курса, постала је курир за везу између Покрајинског комитета КПЈ за Србију и Централног комитета КПЈ, који се налазио у Загребу. Убрзо потом, марта 1941. прешла је у Загреб, где је постала специјални курир Политбироа ЦК КПЈ и прешла у илегалност узевши илегално име — „Зденка Хорват”. Кроз неколико недеља, 6. априла 1941. отпочео је Други светски рат у Југославији, а месец дана касније, 8. маја 1941. била је у пратњи Јосипа Броза Тита приликом његовог преласка из Загреба у Београд.
Током Титовог боравка у окупираном Београду, од маја до септембра 1941, била је његова специјална курирка. Тито је боравио на Дедињу, у вили породице Ненадовић, а Даворјанка у непосредној близини у Румунској улици. Поред ње, курирске послове везане за Тита, обављале су и Милева Лула Планојевић, Гроздана Зина Белић и Љубинка Ђурђевић Буба. Љубинка је била сестра власнице куће у којој је становао Тито, па је и она боравила у тој кући. Преко ње и Даворјанке, Тито је одржавао везу са осталим курирским пунктовима, а преко Луле и Зине је одржавао контакт са осталим члановима Централног комитета.
Приликом Титовог преласка из Београда на ослобођену територију западне Србије, 16. септембра 1941, Даворјанка се заједно са Јашом Рајтером и Веселинком Малинском, налазила у његовој пратњи. Заједно са њима, путовао је и свештеник Драгољуб Милутиновић, који је био пријатељ Владислава Рибникара. Нако доласка на ослобођену територију — најпре у околину Ваљева и потом у Крупањ, а касније у Ужице, које је било центар ослобођене територије тзв. „Ужичке републике”, стално се налазила у пратњи Врховног команданта, као његова лична секретарица. Поред послова секретарице, вршила је и посао дактилографкиње и домаћице.
У току читавог Народноослободилачког рата, била је уз Тита и Врховни штаб НОВ и ПОЈ — прошла је ратни пут од Ужица, преко боравка у Санџаку и Фочи, похода у Босанску крајину, боравка у Бихаћу, битака на Неретви и Сутјесци, боравка у Јајцу и Дрвару, десанта на Дрвар до доласка на Вис. Учешће у дугим и напорним маршевима, као и у непријатељским офанзивама, излагало је посебним напорима и утицало на њено крхко здравље. Јуна 1944, када је Врховни штаб прешао на острво Вис, Тито је успео да је убеди да пође у Совјетски Савез на лечење.
Током боравка у Савезу Совјетских Социјалистичких Република (СССР), лечена је у санаторијуму у Москви. Поред лечења, бавила се и политичким радом. Обилазила је организације жена и омладине и држала предавања о ослободилачкој борби у Југославији. У Москви је била делимично излечена, јер се није у потпуности хтела подврћи саветима лекара. Својевољно се вратила у Југославију, почетком октобра 1944, приликом Титове посете Москви, непосредно пред ослобођење Београда.
Након ослобођења Југославије, Даворјанка је постала лична секретарица маршала Југославије и становала је најпре у резиденцији у Румунској 15, а потом у Белом двору, где је преузела и улогу домаћице. Почетком 1946, поново се разболела и добила запаљење десне плућне марамице. Најпре је лечена у Београду, а онда је упућена у санаторијум у Голнику, код Крања, где је умрла 1. маја 1946. године. По личној жељи, сахрањена је у кругу Дворског комплекса на Дедињу, у близини Белог двора.
Имала је чин мајора Југословенске армије (ЈА). Носилац је Партизанске споменице 1941., а одликована је југословенским Орденом братства и јединства и совјетским Орденом Отаџбинског рата првог степена.
Њено име данас носе улице у Пожаревцу и Петровцу на Млави, а њено име налази се на спомен-плочи погинулих професора и ђака Пожаревачке гимназије (спомен-табла се налази на згради основне школе „Доситеј Обрадовић”, у којој се некада налазила гимназија).
Лик Даворјанке Пауновић појавио се у телевизијској серији Одлазак ратника, повратак маршала, редитеља Саве Мрмка из 1986, где је Даворјанку тумачила глумица Оливера Јежина. Поред ове серије, њен лик појавио се и у играно-документарној серији Тито, редитеља Антуна Врдољака из 2010, где је Даворјанку тумачила глумица Зринка Цвитешић, као и у телевизијској серији Равна гора, редитеља Радоша Бајића из 2013, где је Даворјанку тумачила глумица Милена Јакшић.

## Љубав са Титом
Љубав Даворјанке Пауновић и Јосипа Броза Тита била је велика и трагична. Њихов први сусрет био је почетком 1941. у хотелу „Еспланада” у Загребу. Даворјанка је похађала илегални партијски курс, а Тито је као генерални секретар КПЈ упознао све полазнике курса. Она је тада била у емотивној вези са Јовом Капичићем, студентом медицине, с којим се упознала крајем 1939, а Тито је био у ванбрачној вези са Хертом Хас, која је била у другом стању.
Јосип Броз Тито тада је живео у Загребу под илегалним именом инжењер Славко Бабић. Како би избегао да га открију агенти загребачке полиције, он се служио разним методама, а једна од њих била је веома елегантно облачење. Како би додатно заварао траг полицији, од потчињених партијских руководстава тражио је да контакт са њим одржавају преко партијских курира, које су биле младе и лепо обучене девојке. На тај начин, полицијским агентима било је тешко да посумњају да је елегантни господин у пратњи младе девојке у ствари генерални секретар илегалне Комунистичке партије, а да је девојка партијски курир.
Након ове директиве, Покрајински комитет КПЈ за Србију свог дотадашњег курира за везу са Централним комитетом КПЈ Филипа Мацуру заменио је младом студенткињом Даворјанком Пауновић. Она је изабрана, јер је била веома образована и облачила се модерно и елегантно. Због свог модерног облачења, она је у почетку била критикована од стране партијских другова, који су сматрали да се комунисти морају облачити скромније. Тако се догодио нови сусрет Даворјанке и Тита, а неки сматрају да се тада између њих догодила „љубав на први поглед”. Убрзо након овог сусрета, Даворјанка је постала специјални курир Политбироа ЦК КПЈ и морала је прећи у Загреб. Претпоставља се да су Тито и Александар Ранковић опазили њене способности за поверљив илегални рад због њене интелигенције и спретности, али и познавања страних језика. Крајем марта 1941, посетила је родитеље у Пожаревцу и рекла им да одлази на сигурно место и да не брину. Потом се у Београду опростила од свог дотадашњег момка и саопштила му да је партија послала на задатак. Њихов растанак био је веома емотиван, јер су се веома волели.
Након преласка у Загреб, прешла је у илегалност и узела илегално име — „Зденка Хорват”, студенткиња Загребачког свеучилишта. Као специјална курирка Политбироа ЦК КПЈ одржавала је везу између Загреба, Београда и Љубљане. Убрзо потом избио је војни пуч, а потом и напад Сила Осовина на Краљевину Југославију. Загреб је за неколико дана окупиран и у њему је проглашена усташка Независна Држава Хрватска (НДХ). Нова усташка власт отпочела је прогон свих антифашиста, па је даљи боравак руководства КПЈ у граду био веома ризичан. Стога су отпочеле припреме за њихов прелазак у Београд. Након одржаног Мајског саветовања ЦК КПЈ, Јосип Броз Тито је 8. маја 1941. прешао у окупирани Београд. У Загребу је тада оставио Херту Хас, која је била у поодмаклој трудноћи и која је неколико дана касније родила њиховог сина Александра Мишу.
Приликом Титовог преласка из Загреба у Београд, у његовој пратњи била је само Даворјанка Пауновић. Они су путовали возом до Земуна, где су се кратко задржали. Тито је одсео у башти хотела „Централ”, док је Даворјанка посетила Владимира Дедијера и предала му документа, која је он требало да илегално пребаци у Београд. Након тога, Тито и Даворјанка су се истог дана бродом пребацили у Београд. Првих дана боравка у Београду, Тито је променио неколико илегалних станова, да би се крајем марта уселио у вилу породице Ненадовић, на Дедињу. Даворјанка је тада боравила у стану, који се налазио у непосредној близини у Румунској улици. Поред ње, курирске послове везане за Тита обављале су и Милева Лула Планојевић, Гроздана Зина Белић и Љубинка Ђурђевић Буба. Преко Даворјанке и Бубе, одржавао је везу са осталим курирским пунктовима, а преко Луле и Зине контакт са осталим члановима Централног комитета.
У току Титовог боравка у Београду, од почетка маја до половине септембра 1941, упркос разлике у годинама, развила се љубав између њега и Даворјанке. Била је то „забрањена љубав” између скојевке и генералног секретара КПЈ, који је од ње био старији више од 28 година. Титу се свидело што је она била импулсивна и одлучна, а истовремено млада, нежна и емотивна девојка. Њена лепота, елеганција и поступци чинили су је правом дамом. Тито је због њене храбрости, одважности, темперамента, отмености и познавања страних језика, осећао да ће са њом лакше обављати задатке који су му предстојали.
Приликом Титовог преласка из Београда на ослобођену територију, 16. септембра 1941, Даворјанка се налазила у његовој пратњи. Поред ње, у пратњи су били Јаша Рајтер, Веселинка Малинска и свештеник Драгољуб Милутиновић, пријатељ Владислава Рибникара и припадника четничке организације Косте Пећанца. Након два дана путовања, они су 18. септембра стигли на ослобођену територију западне Србије, коју је контролисао Ваљевски партизански одред. Даворјанка је била једина од пратилаца, која је знала прави Титов идентитет. Приликом путовања возом од Београда до Сталаћа, локомотива је дрмнула вагоне нешто јаче па је Титов кофер умало слетео на њихове главе. Даворјанка је то приметила, па је непромишљено узвикнула: „Тито, пази кофер!” Тада је Јаша Рајтер дознао ко је човек кога је пратио.
На ослобођеној територији, познатој као Ужичка република, Тито и Даворјанка су најпре до половине октобра 1941. боравили у Крупњу, а потом до краја новембра 1941. у Ужицу. Прелазак на слободну територију, још више је зближио Тита и Даворјанку. Касније, током боравка у ослобођеној Фочи, од јануара до маја 1942, доживели су своје најлепше тренутке.
Након напуштања Фоче, Врховни штаб је са главнином снага кренуо ка Босанској крајини. На том путу, почетком јула 1942. Маријан Стилиновић, који је био један од најстаријих комуниста и тадашњи секретар партијске организације при Врховном штабу, пришао је Титу и пренео му шта се у Врховном штабу говори о Даворјанки. Због њеног лошег понашања, већина људи из Врховног штаба и његових помоћних служби, Даворјанку нису волели и подносили. Критику на Даворјанкино понашање Тито је примио мирно, обећавши Маријану да ће утицати на њу да се промени. У једном тренутку током разговора, Тито је узвикнуо: „Шта ћу Маријане, ја без ње не могу!”
Нов проблем између чланова и сарадника Врховног штаба и Тита и Даворјанке, избио је због њиховог непридржавања партизанске етике. У партизанима је био строго забрањен сваки љубавни или сексуални однос између бораца. За непоштовање ове директиве била је прописана чак и смртна казна, која је понекад и извршавана. Од овог правила нису били поштеђени чак ни брачни парови, па су они углавном били раздвајани, да не буду у истим јединицама. Тито и Даворјанка нису се придржавали овог правила, па је осталим члановима и сарадницима Врховног штаба сметало гласно стењање које је долазило из Титовог шатора. Овом њиховом односу био је посвећен чак и један састанак партијске ћелије при Врховном штабу. Титу су замерали што живи са Даворјанком и поједини су чак тражили да буде искључен из КПЈ. Тито је рекао да је спреман да буде искључен из Партије, али да није спреман да њу напусти. Интервенцијом појединих чланова Врховног штаба, пре свега Александра Ранковића и Моше Пијаде, овај састанак је завршен Титовим и Даворјанкиним обећањем да ће се службено венчати након завршетка рата.
Када је током битке на Сутјесци, 9. јуна 1943. Тито рањен у руку од гелера авионске бомбе, Даворјанка му је прва притекла у помоћ. Заједно са пратиоцем Радетом Ристановићем, пружила му је прву помоћ и превила рањену руку. Заједно са Титом, прошла је кроз најгора искушења партизанског ратовања. Марширала је у колони заједно са осталима, гладовала, пешачила, спавала на земљи и др. Све ово је било веома тешко за њено крхко здравље, јер је била болесна на плућима. Развој њене болести утицао на то да буде нервно лабилна, због чега је често улазила у сукобе са многима из Врховног штаба. Упркос њеном лошем односу са другима, Тито је био веома пажљив према Даворјанки. Према тврдњи Влатка Броза, Тито је једном у Дрвару, априла 1944. дао инструкције Даворјанки како да одговори на неко писмо, а када се она вратила са текстом, Тито га је пажљиво прочитао и био пун хвале како га је Даворјанка лепо написала.
Новембра 1943, у време припрема за Друго заседање АВНОЈ-а, у ослобођено Јајце, где се тада налазио Врховни штаб НОВ и ПОЈ, заједно са словеначком делегацијом стигла је Херта Хас, Титова невенчана супруга. Она се налазила у усташком затвору, али је замењена за заробљене немачке официре, након Мартовских преговора, 1943. године. Након ослобађања, извесно време је провела на ослобођеној територији Словеније, а пред заседање АВНОЈ-а пошла је са члановима словеначке делегације у Јајце. Када је стигла, потражила је Врховни штаб и у кући у којој је боравио Тито затекла Даворјанку Пауновић Зденку, која је очито добро знала ко је Херта, па ју је дочекала речима: „Драга моја, у овој соби нема простора за две жене!” Херта је одмах потражила Тита и упитала га ко му је та друга жена, на шта јој је он, затечен у незгодној ситуацији, рекао да се договоре. Видно љута, Херта се одмах након завршетка заседања, са словеначком делегацијом вратила у Словенију, где је остала до краја рата.
Иако је с Титом прошла све ратне страхоте, Даворјанка је имала велики страх од бомбардовања. Због наглог развоја своје болести, што ју је чинило нервозном и раздражљивом, али и великог страха од бомбардовања, она је током немачког десанта на Дрвар, 25. маја 1944, доживела слом живаца. Док су немачки падобранци, држали под ватром Титову пећину, она је хистеричним и гласним испадима забрањивала Титу излазак из пећине. Својом виком одавала је њихов положај и неки од бораца Пратећег батаљона су били одлучни да је убију, како би смирили ситуацију и заштитили Тита. Од сигурне смрти, спасила је само чињеница да је била Титова невенчана супруга.
Након десанта на Дрвар, Врховни штаб је јуна 1944. прешао на острво Вис. Даворјанки су се тада појавили отворени знаци туберкулозе, па јој је саветовано да пође на лечење у Москву. Она је то упорно одбијала не желећи да остави Тита. Чак јој је и Рандолф Черчил, који је тада боравио на Вису, предлагао да оде на лечење у Лондон. Упркос првобитним одбијањима, на крају је пристала и половином јуна 1944. отпутовала је за Москву. Отишла је истим авионом, којим је претходно на Вис из Москве стигао Милован Ђилас, у пратњи Титовог сина Жарка. Након Даворјанкиног одласка, дужност Титове секретарице преузела је Олга Нинчић-Хумо, која је била Даворјанкина познаница са факултета и супруга Авде Хума, босанско-херцеговачког револуционара.
Током боравка на лечењу у Москви, Даворјанка се није придржавала савета лекара. Уместо да се лечи, она је држала предавања о Народноослободилачкој борби народа Југославије и о маршалу Титу, а учествовала је и на Конгресу совјетских жена. Када је Тито, крајем септембра 1944. боравио у Москви, где се сусрео са Јосифом Стаљином и договарао пролазак трупа Црвене армије кроз Југославију, Даворјанка је одлучила да прекине лечење и врати се с њим назад. Иако још увек није била потпуно излечена, она се на повратак у земљу, највероватније одлучила, јер се плашила да би нека друга жена могла да заузме њено место поред Тита.
Након ослобођења Београда, крајем октобра 1944, заједно са Титом уселила се у Бели двор. Наставила је да обавља дужност његове личне секретарице. Била је веома заузета пословима око Тита, па је свега неколико пута успела да оде у Пожаревац и обиђе родитеље и рођаке. Имала је жељу да настави студије, али не француског језика, већ да студира агрономију. С професорима се договорила да не долази редовно на предавања на факултету, већ само да полаже испите. Почетком 1946. Даворјанки се нагло погоршало стање. Владимир Дедијер, у другом тому Нових прилога за биографију Јосипа Броза Тита наводи део из историје Даворјанкине болести:
| „ | Боловала у току партизанске борбе у неколико махова, али се никада није редовно лечила. У току 1944. године оболела је поново и била упућена у Совјетски Савез ради лечења. Тамо јој је нађен фибринозни процес у десном плућном крилу. Међутим, болесница се није хтела подврћи лечењу које јој је лекар прописао, па се вратила у Југославију. | ” |

Када се поново разболела, Даворјанка је позвала своју мајку Бисенију да дође у Београд и буде уз њу, јер је желела је да јој мајка спрема храну. Мајка ју је неговала око два месеца у резиденцији у Румунској 15. Пошто јој се стање нагло погоршало, морала је да оде у санаторијум на Голнику, код Крања. Тамо ју је једном посетио и отац Милан. Током боравка у санаторијуму, Тито и Даворјанка су размењивали писма у којима је Тито изражавао искрену бригу за њено здравље и жељу за брзо оздрављење. Даворјанка је преминула 1. маја 1946. године, управо на дан када је у санаторијуму требало да се одржи првомајска прослава, коју је организовала.
Након добијања вести о Даворјанкиној смрти, Тито је наредио да се њено тело допреми у Београд. Истог дана, послао је кола по њене родитеље у Пожаревац. Сахрана је организована у кругу Дворског комплекса на Дедињу, у близини Белог двора, што је била њена последња жеља. Желела је да и мртва буде у Титовој близини. О самој сахрани постоји неколико верзија — према једној је Тито сам присуствовао сахрани, а према другој сахрани су присуствовали само њени родитељи и ужа родбина. Сахрана је обављена веома скромно, готово партизански. Без икаквих церемонијалија, било црквених, било војних, иако је као мајор ЈА на то имала право. Тито о Зденкиној смрти и сахрани није обавестио никога од својих сарадника и сабораца, тако да остаје непознаница да ли је то била његова или њена одлука, с обзиром да с већином њих није била у добрим односима.
Попут своје велике љубави, Јосип Броз Тито је пред крај свог живота одлучио да се не сахрани на гробљу. Као место свог вечног почивалишта одабрао је двориште своје резиденције у Ужичкој 15, односно зимску башту данас познату као Кућа цвећа.

## Други о Даворјанки
Након смрти, Даворјанка Пауновић је полако пала у заборав, о њој се није много говорило ни писало. Јосип Броз Тито је никада није заборавио и до своје смрти је одржавао контакт са њеним родитељима. Званична историографија је Даворјанкино учешће у Народноослободилачком рату свела на свега неколико података — да је била специјална курирка ЦК КПЈ, да се налазила у Титовој пратњи приликом одласка на ослобођену територију и да је касније била Титова ратна секретарица. У већини књига у којој се помињала, углавном је то било под илегалним именом Зденка, а њен и Титов интимни однос био је прећуткиван. Права истина о њиховом односу се у јавности почела појављивати тек 1980-их година. Први је о Даворјанкином и Титовом односу писао Владимир Дедијер у Новим прилозима за биографију Јосипа Броза Тита издатим 1981. године.
Иако се званична историографија трудила да маргинализује Даворјанкин лик, а посебно њен однос са Титом, о њој су у својим мемоарима писале поједине истакнуте личности из Титовог окружења. Генерал Љубодраг Ђурић, који је од 1945. до 1949. био шеф Кабинета Маршала Југославије и у том периоду готово свакодневно боравио са Титом, у својим мемоарима Сећања на људе и догађаје, издатим 1989, након његове смрти, поред бројних личности описује и Даворјанку Пауновић, којој је посветио и посебно поглавље у књизи. Ђурић је Даворјанку описао као коректну особу:
| „ | Савесно је обављала дужност секретара друга Тита, педантно се старала о Титовим личним стварима, као и за време рата. Била је скромна, ничим се није одвајала од других. Била је сувише повучена у себе... Даворјанка се хранила са осталим особљем Белог двора. Преоптерећена пословима и бригом око Тита, није стизала да обилази старе родитеље у Пожаревцу. Њен отац Милан, учитељ у пензији, кад год је долазио да обиђе своју кћер, доносио је слатко и компот за њу и Тита. Тито га је увек задржавао на ручку. Ни тада Даворјанка није хтела да с оцем и нама обедује у истој трпезарији. | ” |

Такође, Ђурић је дао и један опис у коме приказује и другу страну Даворјанкиног понашања:
| „ | Али не тврдим да Даворјанка Зденка није имала мане. Чак је била и престрога према појединим другарицама које су обављале послове у овој згради, па је од мене тражено да утичем на другарицу Даворјанку да не „прекардашује” у својим хировима, чак и према самом Титу. | ” |

Иако је његов и Даворјанкин однос био коректан и другарски, она се на њега наљутила и нису говорили све до њене смрти. Било је то након што је приликом једног Титовог одсуства из Београда, одобрио Херти Хас да посети сина Мишу, који је становао у Белом двору. Даворјанка се након овога наљутила на њега и приликом сваког наредног сусрета с њим демонстративно је окретала главу. На крају, Ђурић даје и један опис Титовог и Даворјанкиног односа:
| „ | Без обзира на то што му је Даворјанка при крају живота задавала бриге и љутила га повремено, Тито је ипак осећао недостатак њеног присуства, не само као најповерљивијег секретара, већ и како најближег сарадника и саветника. Она је то могла бити, не само због свог образовања једне интелектуалке, предратног члана Партије, већ и због школе уз Тита, за време овог нашег суровог рата. | ” |

У књизи Тамаре Никчевић Голи отоци Јова Капичића, из 2010, која представља исповест Јове Капичића о његовом животу, Капичић је евоцирао успомене и на Даворјанку Пауновић, коју је звао „Даца”. Посебан осврт дао је на три ратна сусрета са Даворјанком. Први се догодио децембра 1941, када је заједно са Бошком Ђуричковићем, након Пљеваљске битке, одређен да иде у Врховни штаб и поднесе извештај. Приликом разговора с Титом, у собу је ушла Даворјанка:
| „ | Гледао сам је укочено, гледала је и она мене. Ништа, ћутали смо! Разговарало се о погибији, касапници о којој смо прошли, и било би непријатно да сам, усред те муке, притрчао и загрлио Даворјанку. А није да нијесам желио. Био сам заљубљен, али то су чудни, тешки моменти. Сјећам се да ми је у једном тренутку прошло кроз главу — добро је, жива је! Било ми је важно да је у Врховном штабу, да није у директној борби. Остала је у соби још који минут и без ријечи изашла. | ” |

Након састанка с Титом, Јово није имао времена да потражи Даворјанку и морао се одмах вратити у свој батаљон. Следећи њихов сусрет догодио се марта 1942. у ослобођеној Фочи, када је поново упућен у Врховни штаб код Тита:
| „ | Лијепо ме је примио, позвао на ручак. Излазећи из његове собе, у ходнику сам налетио на Даворјанку Пауновић. Била је радосна што ме види, љубила ме је. И даље сам је сматрао својом дјевојком. Предложила је да увече дођем на један од оних фочанских мостова... Био сам пресрећан што сам је срео, а тек кад ме је позвала. Стајали смо на мосту, пољубили се. Било је хладно, мјесечина. Загрлио сам је. Питала ме је како сам, гдје сам све био. Каже — донијела сам ти неке поклоне. У марами су били запаковани кутија цигарета, упаљач, сапун, чешаљ, марамица. Ситнице, али мени драго. | ” |

Јово јој је тада на растанку рекао: „Мило ми је, Дацо, што си у Врховном штабу. Чувај се.” Ипак убрзо се одиграо и њихов трећи и последњи сусрет. Неколико дана касније, Јово је поново добио задатак да оде у Фочу. Шетајући градом, наишао је на двоје коњаника — први је био Тито, а други Даворјанка. Јови је у моменту све било јасно:
| „ | Било ми је тешко, али сам схватио да је крај. Рат је чудо, а у рату заборављате на љубав, родбину, патњу, губитке. Да није било рата, сигурно бих патио за Даворјанком. Овако — нијесам много. Била је заљубљена у Тита, а и Тито у њу. | ” |

Иако више никада није сусрео Даворјанку, многи сматрају да је Титова наклоност према Јови Капичићу, била последица тога, јер се осећао дужним према њему зато што му је преузео девојку. Капичић је демантовао такав став, наводећи да никада са Титом није причао о Даворјанки. Претпостављао је да Тито никада није ни сазнао да је Даворјанка пре њега била у вези са Јовом: „Као што мени никада није рекла за везу с Титом, мислим да ни Титу није рекла да је била моја дјевојка”. Касније током рата, Јово је чуо да се Даворјанка распитивала за њега, где је и је ли жив. Такође, слушао је приче о њеној незгодној нарави, о томе како је Тита покушала ставити под своју комаду и др. Митар Бакић, који је знао за њихову љубав, рекао му је: „Спасио си се. Она је чудовиште! Нико се у Врховном штабу од ње не смије жив чути.” Када је након рата чуо за Даворјанкину смрт, било му је страшно жао.
Сви Даворјанкини савременици описивали су је као изузетно лепу. Књижевница Јара Рибникар је за Даворјанку рекла: „Имала је чист тен боје слоноваче, дугачке, црне бадемасте очи, уста савршеног облика, косу црну... Осмех јој је био чаробан... Али имала је у очима понекад веома посебан сјај...” О Даворјанкиној лепоти оставио је запис и Милован Ђилас: „Била је упадљиво лепа, чак је и грозничава узнемиреност израза и кретњи истицала њену лепоту. Витка, складних удова и облика, маслинастог тена, крупних зуба и крупних очију, које су засипале тамом и неким чудом, зеленкастим севовима...”

## Породица
Даворјанкини родитељи — Милан и Биса од растанка са Даворјанком, марта 1941, па све до 1943. нису имали никаквих информација о њој. Преко једног пријатеља њеног оца, такође учитеља, чули су да је у неким љотићевским новинама писало о Титовој секретарици „Зденки Пауновић”, што им је улило наду да је она жива. Током окупације, њени родитељи нису били малтретирани од стране окупационих власти, а Милана су једном позвали и питали где му је ћерка, на шта је он рекао да је отишла са црногорским студентима за Црну Гору.
Одмах након ослобођења Београда, октобра 1944, Даворјанка се јавила својим родитељима преко курира и позвала оца да је посети у Белом двору. Отац је неколико пута посећивао, јер она тада није могла путовати, а потом је неколико пута одлазила у Пожаревац. Када се почетком 1946, поново разболела позвала је мајку да дође у Београд, јер је желела да јој она спрема храну. Мајка се о њој старала два месеца у резиденцији у Ужичкој 15, али је због напретка болести морала да оде у санаторијум на Голнику, код Крања, где ју је отац једном посетио.
Када је Даворјанка умрла, њени родитељи су доведени у Београд, где су присуствовали сахрани. Након тога, често су посећивали њен гроб, а неколико пута их је примао и Тито. Касније су на ћеркин гроб одлазили сваког 1. маја, претходно најављујући своју посету Кабинету председника Републике. Кола за њихов одлазак обезбеђивао је Савез бораца из Пожаревца, а сваког 4. јула на Дан борца посећивали су их из Кабинета председника и доносили им поклоне, пакете са храном и др. Отац Милан умро је 1955, а након његове смрти Тито је наставио да помаже њеној мајци Биси. Она је Титу сваке године слала честитку за рођендан, а он њој за Нову годину. Након Титове смрти, Даворјанкиној мајци било је омогућено да посећује ћеркин гроб, све до своје смрти 1983. године.
Након смрти супруга, Даворјанкина мајка Бисенија одлучила је да посмртне остатке ћерке пребаци на Старо гробље у Пожаревцу, где су већ били сахрањени њена старија ћерка и супруг. Она је због тога подигла споменик и уредила гроб, одмах поред породичне гробнице. Када се надлежнима обратила с овим захтевом, била је одбијена с образложењем да треба да испоштује одлуку своје ћерке да буде сахрањена у Белом двору.
Даворјанкина шира породица активно је учествовала у Народноослободилачкој борби. Деца њеног рођеног ујака Драгомира Милетића били су партизански борци од 1941. године. Његов син Михајло Мика Митровић (1922—1942), студент права и члан КПЈ, погинуо је јануара 1942. као борац Млавског партизанског одреда. Ћерка Вера Милетић (1920—1944), студенткиња француског језика, била је на почетку рата члан Окружног комитета КПЈ за Пожаревац и један од организатора устанка у пожаревачком крају. Након слома устанка, била је илегалка, а Гестапо је за њом 1942. расписао потерницу. Августа 1943. пребачена је у окупирани Београд, где је преузела дужност секретара Месног комитета КПЈ за Београд. Недуго по доласку у Београд, била је ухапшена 5. октобра 1943. и потом затворена у логору на Бањици. Стрељана је септембра 1944. у Јајинцима. Након рата је оптужена, да је током истраге агентима Специјалне полиције одала имена својих сарадника, чиме је покренула велику полицијску провалу у београдску партијску организацију, полсе чега је ухапшен велики број чланова и симпатизера Народноослободилачког покрета (НОП), међу којима је био и Јанко Јанковић. Приликом једне од послератних посета Пожаревцу, Даворјанка је свом ујаку Драгомиру обећала да ће разјаснити све околности Вериног хапшења и разлоге због којих је проглашена за издајника, али ју је у томе спречила прерана смрт. Поред, Михајла и Вере, у рату су учествовале још две ћерке Даворјанкиног ујака — Олга и Бранка.
Вера Милетић, Даворјанкина сестра од ујака и најбоља другарица из гимназијских и студентских дана, у току рата је јула 1942. родила ћерку Миру, којој је дала своје партизанко име. Њен отац био је Мома Марковић, револуционар који је као инструктор Покрајинског комитета КПЈ за Србију послат у пожаревачки крај. Он је после рата био високи државни и партијски функционер Народне Републике Србије. Верина ћерка Мира удала се за Слободана Милошевића, који је крајем 1980-их постао високи партијски функционер Савеза комуниста Србије, а 1990. и први председник Републике Србије. Након његовог избора за председника Савезне Републике Југославије, 1997. они су се уселили у бившу Титову резиденцију у Ужичкој 15, а за службене потребе користили су Бели двор. На тај начин, пуних 50 година након Даворјанкине смрти у резиденцију у Ужичкој 15 и Бели двор, где су након рата, живели она и Тито, уселила се њена сестричина. За разлику од своје тетке, коју је прерана смрт спречила у томе, Мира била је званична супруга председника државе. Једна сличност између Даворјанке и њене сестричине Мире огледала се у томе да су обе биле омражене од стране сарадника својих партнера, на које су обе имале велики утицај.